# Campionato azero di calcio
Il campionato azero di calcio (Azərbaycanda futbol) ha come primo livello la Premyer Liqası.
Questa è formata da dodici squadre e si articola in due fasi: nella prima tutte le squadre si affrontano in un girone all'italiana due volte, per un totale di ventidue partite. Al termine di questa fase, le prime sei classificate giocano un playoff per il titolo, mentre le ultime sei formano un altro gruppo per la retrocessione: l'ultima classificata retrocede immediatamente in Birinci Divizionu, il secondo livello nazionale, mentre la penultima affronta la seconda della Birinci Divizionu per un altro posto nel massimo campionato.
La squadra più titolata del massimo campionato è il Neftçi Baku.
La vincitrice del campionato si qualifica per il secondo turno preliminare di Champions League, mentre la seconda e la terza classificata partecipano al primo turno preliminare della UEFA Europa League. Alla medesima manifestazione partecipa anche la vincitrice della coppa nazionale, che però accede al secondo turno preliminare.

## Attuale sistema
Ai primi tre livelli troviamo:
| Livelli | Divisioni                                    | Divisioni                                    | Divisioni                                    | Divisioni                                    | Divisioni                                    | Divisioni                                    | Divisioni                                    | Divisioni                                    | Divisioni                                    | Divisioni                                    | Divisioni                                    | Divisioni                                    | Divisioni                                    | Divisioni                                    | Divisioni                                    | Divisioni                                    | Divisioni                                    | Divisioni                                    | Divisioni                                    | Divisioni                                    | Divisioni                                    | Divisioni                                    |
| ------- | -------------------------------------------- | -------------------------------------------- | -------------------------------------------- | -------------------------------------------- | -------------------------------------------- | -------------------------------------------- | -------------------------------------------- | -------------------------------------------- | -------------------------------------------- | -------------------------------------------- | -------------------------------------------- | -------------------------------------------- | -------------------------------------------- | -------------------------------------------- | -------------------------------------------- | -------------------------------------------- | -------------------------------------------- | -------------------------------------------- | -------------------------------------------- | -------------------------------------------- | -------------------------------------------- | -------------------------------------------- |
| 1       | Premyer Liqası 10 club 1 retrocessione       | Premyer Liqası 10 club 1 retrocessione       | Premyer Liqası 10 club 1 retrocessione       | Premyer Liqası 10 club 1 retrocessione       | Premyer Liqası 10 club 1 retrocessione       | Premyer Liqası 10 club 1 retrocessione       | Premyer Liqası 10 club 1 retrocessione       | Premyer Liqası 10 club 1 retrocessione       | Premyer Liqası 10 club 1 retrocessione       | Premyer Liqası 10 club 1 retrocessione       | Premyer Liqası 10 club 1 retrocessione       | Premyer Liqası 10 club 1 retrocessione       | Premyer Liqası 10 club 1 retrocessione       | Premyer Liqası 10 club 1 retrocessione       | Premyer Liqası 10 club 1 retrocessione       | Premyer Liqası 10 club 1 retrocessione       | Premyer Liqası 10 club 1 retrocessione       | Premyer Liqası 10 club 1 retrocessione       | Premyer Liqası 10 club 1 retrocessione       | Premyer Liqası 10 club 1 retrocessione       | Premyer Liqası 10 club 1 retrocessione       | Premyer Liqası 10 club 1 retrocessione       |
| 2       | I Liqa 10 club 1 promozione 1 retrocessione  | I Liqa 10 club 1 promozione 1 retrocessione  | I Liqa 10 club 1 promozione 1 retrocessione  | I Liqa 10 club 1 promozione 1 retrocessione  | I Liqa 10 club 1 promozione 1 retrocessione  | I Liqa 10 club 1 promozione 1 retrocessione  | I Liqa 10 club 1 promozione 1 retrocessione  | I Liqa 10 club 1 promozione 1 retrocessione  | I Liqa 10 club 1 promozione 1 retrocessione  | I Liqa 10 club 1 promozione 1 retrocessione  | I Liqa 10 club 1 promozione 1 retrocessione  | I Liqa 10 club 1 promozione 1 retrocessione  | I Liqa 10 club 1 promozione 1 retrocessione  | I Liqa 10 club 1 promozione 1 retrocessione  | I Liqa 10 club 1 promozione 1 retrocessione  | I Liqa 10 club 1 promozione 1 retrocessione  | I Liqa 10 club 1 promozione 1 retrocessione  | I Liqa 10 club 1 promozione 1 retrocessione  | I Liqa 10 club 1 promozione 1 retrocessione  | I Liqa 10 club 1 promozione 1 retrocessione  | I Liqa 10 club 1 promozione 1 retrocessione  | I Liqa 10 club 1 promozione 1 retrocessione  |
| 3       | II Liqa 14 club 1 promozione 2 retrocessioni | II Liqa 14 club 1 promozione 2 retrocessioni | II Liqa 14 club 1 promozione 2 retrocessioni | II Liqa 14 club 1 promozione 2 retrocessioni | II Liqa 14 club 1 promozione 2 retrocessioni | II Liqa 14 club 1 promozione 2 retrocessioni | II Liqa 14 club 1 promozione 2 retrocessioni | II Liqa 14 club 1 promozione 2 retrocessioni | II Liqa 14 club 1 promozione 2 retrocessioni | II Liqa 14 club 1 promozione 2 retrocessioni | II Liqa 14 club 1 promozione 2 retrocessioni | II Liqa 14 club 1 promozione 2 retrocessioni | II Liqa 14 club 1 promozione 2 retrocessioni | II Liqa 14 club 1 promozione 2 retrocessioni | II Liqa 14 club 1 promozione 2 retrocessioni | II Liqa 14 club 1 promozione 2 retrocessioni | II Liqa 14 club 1 promozione 2 retrocessioni | II Liqa 14 club 1 promozione 2 retrocessioni | II Liqa 14 club 1 promozione 2 retrocessioni | II Liqa 14 club 1 promozione 2 retrocessioni | II Liqa 14 club 1 promozione 2 retrocessioni | II Liqa 14 club 1 promozione 2 retrocessioni |